# トランジスター (TNTのアルバム)
『トランジスター』(Transistor)は、ノルウェーのバンド、TNTが1999年に発表した通算7作目、再結成後としては2作目のスタジオ・アルバム。

## 背景
前スタジオ・アルバム『ファイアフライ』（1997年）に伴う日本公演の後、トニー・ハーネルは一時的にTNTを脱退し、マーク・リアリ（ライオット）と共にウェストワールドを結成した。しかし、最終的にハーネルはTNTに復帰し、バンドは1998年10月に本作のレコーディングを開始した。なお、本作の制作中の1998年12月には、ウェストワールドのデビュー・アルバムがリリースされている。
「ノー・ギャランティーズ」はパンク・ロックの要素を取り入れた曲で、仮タイトルは「Snobbish Punk」だった。

## 反響・評価
バンドの母国ノルウェーでは、1999年第33週のアルバム・チャートで29位となるが、翌週にはチャート圏外に落ちた。
スティーヴ・ヒューイはオールミュージックにおいて5点満点中3点を付け「全体的には、グループの長年のファンを満足させるだろう」と評している。また、『CDジャーナル』のミニ・レビューでは「暗く重い曲調が不評だった前作とは逆に、今回はハーネルの澄んだ声質をさりげなく活かしたほのぼのとしたモダン・ポップ指向へ転身」と評されている。

## 収録曲
全曲ともトニー・ハーネルとロニー・ル・テクロの共作。
1. "Just Like God"
2. "Wide Awake"
3. "No Such Thing"
4. "Crashing Down"
5. "Fantasía Española"
6. "Because I Love You"
7. "The Whole You're Inn"
8. "Mousetrap"
9. "Into Pieces"
10. "Under My Pillow"
11. "No Guarantees"

### 日本盤
1. ノー・サッチ・シング "No Such Thing" - 4:01
2. ワイド・アウェイク "Wide Awake" - 3:25
3. ビコーズ・アイ・ラヴ・ユー "Because I Love You" - 4:37
4. マウストラップ "Mousetrap" - 3:01
5. ファンタシア・エスパニョーラ "Fantasía Española" - 4:48
6. アンダー・マイ・ピロウ "Under My Pillow" - 4:26
7. ホール・ユー・アー・イン "The Whole You're Inn" - 4:05
8. クラッシング・ダウン "Crashing Down" - 3:40
9. イントゥ・ピーシズ "Into Pieces" - 4:10
10. ノー・ギャランティーズ "No Guarantees" - 2:28
11. フリー・アゲイン "Free Again" - 4:41

## 参加ミュージシャン
- トニー・ハーネル - ボーカル
- ロニー・ル・テクロ - ギター
- モーティ・ブラック - ベース

アディショナル・ミュージシャン
- ダグ・ストッケ - キーボード
- フローデ・ハンセン - ドラムス
- M・B・ノーマン - ボーカル(on "Under My Pillow")
- Eli Kristin Hagen - バックグラウンド・ボーカル(on "Into Pieces")
- Nyhagen Inspirational - クワイア(on "Free Again")